# Bisbat de Ciudad Juárez
El bisbat de Ciudad Juárez (castellà: Diócesis de Ciudad Juárez, llatí: Dioecesis Civitatis Iuarezensis) és una seu de l'Església Catòlica a Mèxic, sufragània de l'arquebisbat de Chihuahua, i que pertany a la regió eclesiàstica Norte. L'any 2013 tenia 2.318.000 batejats sobre una població de 2.727.000 habitants. Actualment està regida pel bisbe José Guadalupe Torres Campos.

## Territori
La diòcesi comprèn els municipis d'Ahumada, Guadalupe, Juárez i Práxedis G. Guerrero., de l'estat mexicà de Chihuahua.
La seu episcopal és la ciutat de Ciudad Juárez, on es troba la catedral de la Mare de Déu de Guadalupe.
El territori s'estén sobre 29.639  km², i està dividit en 73 parròquies.

## Història
La diòcesi va ser erigida el 10 d'abril de 1957, mitjançant la butlla In similitudinem Christi del Papa Pius XII, prenent el territori del bisbat de Chihuahua (avui arquebisbat).
El 25 d'abril de 1966 i el 13 d'abril de 1977 cedí una porció del seu territori per tal que s'erigissin respectivament prelatures territorials de Madera (avui bisbat de Cuauhtémoc-Madera) i de Nuevo Casas Grandes (avui diòcesi).

## Cronologia episcopal
- Manuel Talamás Camandari † (21 de maig de 1957 - 11 de juliol de 1992 jubilat)
- Juan Sandoval Íñiguez (11 de juliol de 1992 - 21 d'abril de 1994 nomenat arquebisbe de Guadalajara)
- Renato Ascencio León (7 d'octubre de 1994 - 20 de desembre de 2014 jubilat)
- José Guadalupe Torres Campos, des del 20 de desembre de 2014

## Estadístiques
A finals del 2013, la diòcesi tenia 2.318.000 batejats sobre una població de 2.727.000 persones, equivalent al 85,0% del total.
| any  | població  | població  | població | sacerdots | sacerdots       | sacerdots       | sacerdots             | diaques | religiosos | religiosos | parròquies |
| ---- | --------- | --------- | -------- | --------- | --------------- | --------------- | --------------------- | ------- | ---------- | ---------- | ---------- |
| any  | batejats  | total     | %        | total     | clergat secular | clergat regular | batejats por sacerdot | diaques | homes      | dones      |            |
| 1966 | 565.000   | 618.000   | 91,4     | 60        | 42              | 18              | 9.416                 |         | 18         | 170        | 30         |
| 1970 | 513.000   | 533.097   | 96,2     | 52        | 41              | 11              | 9.865                 |         | 17         | 193        | 24         |
| 1976 | 897.000   | 966.000   | 92,9     | 59        | 47              | 12              | 15.203                |         | 18         | 162        | 25         |
| 1980 | 860.000   | 890.000   | 96,6     | 53        | 44              | 9               | 16.226                |         | 16         | 151        | 21         |
| 1990 | 1.047.000 | 1.195.000 | 87,6     | 67        | 49              | 18              | 15.626                |         | 26         | 126        | 37         |
| 1999 | 1.750.000 | 2.500.000 | 70,0     | 98        | 69              | 29              | 17.857                |         | 37         | 186        | 55         |
| 2000 | 2.000.000 | 2.700.000 | 74,1     | 99        | 68              | 31              | 20.202                | 4       | 39         | 174        | 58         |
| 2001 | 2.300.000 | 3.000.000 | 76,7     | 118       | 84              | 34              | 19.491                | 10      | 43         | 176        | 59         |
| 2002 | 2.370.000 | 3.100.000 | 76,5     | 119       | 82              | 37              | 19.915                | 10      | 50         | 170        | 63         |
| 2003 | 2.380.000 | 2.800.000 | 85,0     | 118       | 81              | 37              | 20.169                | 13      | 51         | 202        | 65         |
| 2004 | 2.125.000 | 2.500.000 | 85,0     | 118       | 80              | 38              | 18.008                | 14      | 53         | 163        | 66         |
| 2006 | 2.179.000 | 2.564.000 | 85,0     | 124       | 87              | 37              | 17.572                | 12      | 57         | 162        | 68         |
| 2013 | 2.318.000 | 2.727.000 | 85,0     | 116       | 95              | 21              | 19.982                | 19      | 29         | 177        | 73         |